# Oxaryggen
Oxaryggen är ett naturreservat i Hallsbergs kommun i Örebro län.
Området är naturskyddat sedan 1997 och är 4 hektar stort. Reservatet består av öppen ängsmark.